# Wzgórze Krzywoustego
Wzgórze Krzywoustego (niem. Hausberg) – położone w zakolu Bobru, w okolicy ujścia Kamiennej wzgórze (375 m n.p.m.) Wysoczyzny Rybnicy. Od zachodu wzgórze graniczy z wiaduktem kolejowym linii Jelenia Góra-Gryfów Śląski oraz Jelenia Góra-Szklarska Poręba. Pomiędzy wzgórzem a korytem rzeki prowadzi odnowiona droga spacerowa do Siedlęcina przez Perłę Zachodu. Na szczycie wzgórza znajduje się wybudowana w 1911 roku, wieża widokowa (22 m), z racji charakterystycznego dachu zwana Grzybkiem, z której rozpościera się panorama na Karkonosze oraz miasto Jelenia Góra. Początkowo na jej szczycie i u jej stóp funkcjonowała restauracja, która po wojnie została zlikwidowana. Obecny wygląd wieża zawdzięcza rewitalizacji, którą ukończono w 2009 roku. Budynkiem opiekuje się Stowarzyszenie im. św. Brata Alberta, a wstęp na taras widokowy jest bezpłatny.

## Historia

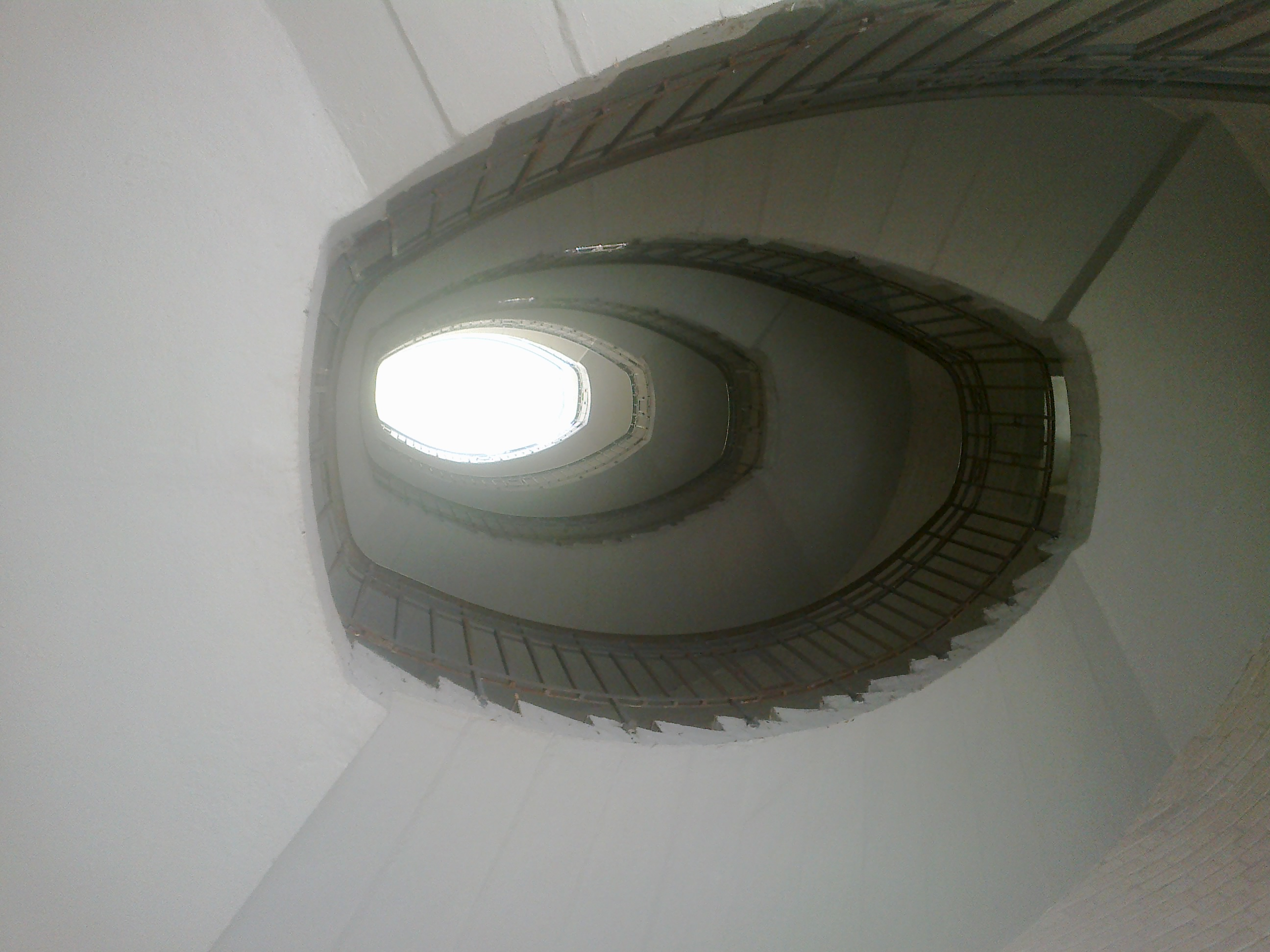
Wnętrze wieży widokowej.

Na szczycie Wzgórza Krzywoustego istniał gród warowny, który według różnych źródeł założony był przez Bobrzan w XI w. lub według tradycji przez Bolesława Chrobrego w 1004 r. Inne podania mówią, że gród założył Bolesław Krzywousty w 1111 r. Źródła pisane wspominają o murowanym zamku z lat 1291-1299, zbudowanym na rozkaz Bolka I Surowego księcia jaworskiego. W czasie wojen husyckich zamek bezskutecznie oblegano. W 1433 roku ówczesny właściciel zamku Heinze Nimptsch sprzedał go radzie miejskiej miasta Jeleniej Góry, która doprowadziła do jego rozbiórki. Możliwe, że na przełomie XV i XVI w. na wzgórzu funkcjonował odbudowany lub niecałkowicie zburzony zamek w charakterze siedziby mieszkalnej. Wskazują na to dokumenty cesarza Rudolfa II mówiące o domu na wzgórzu. Został on najprawdopodobniej zniszczony w czasie wojny trzydziestoletniej. Na początku XIX w. na szczycie znajdowały się jeszcze ruiny zamku.
Na przełomie XVIII i XIX w. okolica zaczęła nabierać znaczenia jako punkt widokowy. Na szczycie wzgórza powstała gospoda oraz tzw. Ogród Muz (koniec XVIII w.). Na początku XX w. powstała wspomniana wcześniej wieża widokowa, wybudowana przez Riesengebirgsverein. Przy jej budowie zniszczono pozostałości murowanego zamku i grodziska. Przeprowadzone w latach 1958-59 prace archeologiczne potwierdziły istnienie obu siedzib. Obecnie jedynymi zachowanymi fragmentami jest wał od zachodu i południa o długości około 150 m. Po drugiej wojnie światowej wieża powoli popadała w ruinę, a widok na Kotlinę Jeleniogórską zasłoniły drzewa. W 2009 roku oddano ją do użytku po rewitalizacji.

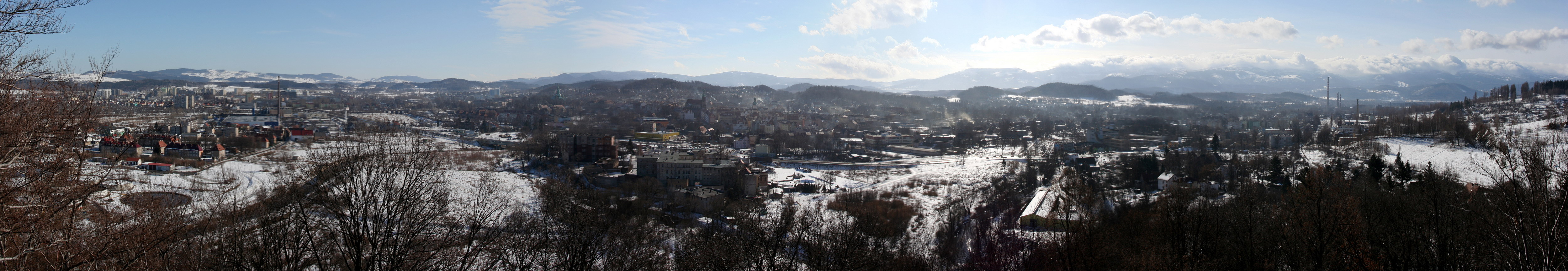
Panorama miasta Jelenia Góra z tarasu widokowego Grzybka.